# Eburodacrys sexguttata
Eburodacrys sexguttata là một loài bọ cánh cứng trong họ Cerambycidae.